# Winter-Universiade 2013/Teilnehmer (Monaco)
| Gelbes Symbol für Goldmedaillen mit stilisierten Olympischen Ringen | Graues Symbol für Silbermedaillen mit stilisierten Olympischen Ringen | Braundes Symbol für Bronzemedaillen mit stilisierten Olympischen Ringen |
| ------------------------------------------------------------------- | --------------------------------------------------------------------- | ----------------------------------------------------------------------- |
| 1                                                                   | —                                                                     | —                                                                       |

Monaco nahm an der Winter-Universiade 2013 im Trentino mit einem Athleten teil.

## Medaillen

### Medaillenspiegel
| Rang   | Sportart  | Gold | Silber | Bronze | Gesamt |
| ------ | --------- | ---- | ------ | ------ | ------ |
| 1      | Ski Alpin | 1    | –      | –      |        |
| Gesamt | Gesamt    | 20   | 16     | 27     | 63     |

### Medaillengewinner
| Name/n        | Sportart  | Wettkampf         |
| ------------- | --------- | ----------------- |
| Gold          |           |                   |
| Olivier Jenot | Ski Alpin | Super-Kombination |

## Teilnehmer nach Sportarten

### Ski Alpin
- Olivier Jenot